# Weston, Texas
Weston är en ort i Collin County i Texas. Vid 2010 års folkräkning hade Weston 563 invånare.